# Keanu Baccus
Keanu Baccus (Durban, 7 de junio de 1998) es un futbolista sudafricano, nacionalizado australiano, que juega en la demarcación de centrocampista para el St. Mirren F. C. de la Scottish Premiership.

## Selección nacional
Tras jugar en la selección de fútbol sub-20 de Australia y la sub-23, finalmente hizo su debut con la selección absoluta el 25 de septiembre de 2022 en un encuentro amistoso contra Nueva Zelanda que finalizó con un resultado de 0-2 a favor del combinado australiano tras los goles de Mitchell Duke y Jason Cummings. Además disputó los Juegos Olímpicos de Tokio 2020.

## Clubes
| Club                              | País       | Año       | Partidos | Goles |
| --------------------------------- | ---------- | --------- | -------- | ----- |
| Western Sydney Wanderers FC Youth | Australia  | 2016-2017 | 32       | 3     |
| Western Sydney Wanderers F. C.    | Australia  | 2016-2022 | 112      | 6     |
| St. Mirren F. C.                  | Escocia    | 2022-2024 | 72       | 4     |
| Mansfield Town F. C.              | Inglaterra | 2024-2025 | 43       | 4     |
| St. Mirren F. C.                  | Escocia    | 2025-     |          |       |